# تاسما والتون
تاسما والتون (انگلیسی: Tasma Walton؛ زادهٔ ۱۹ اوت ۱۹۷۳) بازیگر اهل استرالیا است.
از فیلم‌ها یا مجموعه‌های تلویزیونی که وی در آن‌ها نقش داشته است، می‌توان به نظر کرده اشاره نمود.